# Severovýchodní region (Brazílie)
Severovýchodní region je územní jednotka Brazílie zabírající 18,3% jejího území, v roce 2022 zde žilo 26,9 % veškerého brazilského obyvatelstva. Je složen ze států Alagoas, Bahia, Ceará, Maranhão, Paraíba, Pernambuco, Piauí, Rio Grande do Norte a Sergipe. V rámci Brazílie patří region mezi ty hustěji osídlené, hustota zalidnění dosahuje hodnoty 35,16 obyv./km².
Brazilské regiony představují 5 uskupení jednotlivých brazilských států a federálního distriktu, ze kterých se skládá Brazilská republika. Území jsou seskupena podle geografické blízkosti a obdobným přírodním podmínkám. Regiony byly vytvořeny Brazilským institutem pro geografii a statistiku (portugalsky Instituto Brasileiro de Geografia e Estatística, zkratka IBGE) za účelem rozdělit rozlehlé brazilské území do několika oblastí. Díky tomu regiony nedisponují žádnou politickou mocí či autonomií.